# ماریانه کرنچی
ماریانه کرنچِی (مجاری: Krencsey Marianne؛ ۹ ژوئیه ۱۹۳۱ – ۳۰ مارس ۲۰۱۶) بازیگر اهل مجارستان بود.
از فیلم‌ها یا مجموعه‌های تلویزیونی که وی در آن‌ها نقش داشته‌است، می‌توان به لیلیومفی اشاره نمود.